# Елізабет Тейлор (діамант)
Діамант Елізабет Тейлор, також відомий як діамант Крупп — діамант вагою 33.19 карата (6.638 г), який Річард Бартон подарував своїй дружині, Елізабет Тейлор, в 1968 році. Діамант Крупп був проданий агентом Тейлор за $8.8 мільйонів у 2011 році.